# Slåttjärnen (Järvsö socken, Hälsingland)
Slåttjärnen är en sjö i Ljusdals kommun i Hälsingland och ingår i Ljusnans huvudavrinningsområde.